# Ghukas Chubaryan
Ghukas Chubaryan (1923, Ereván - 23 de marzo de 2009, Ereván) fue un prominente escultor de Armenia, Artista del Pueblo de Armenia. Chubaryan fue el fundador de la Escuela de Escultura en la Academia Estatal de Bellas Artes de Ereván, siendo el autor de numerosos trabajos que se transformaron más tarde en símbolos de la capital de Armenia.
Chubaryan alcanzó notoriedad en 1968, con la presentación de su estatua en basalto de Mesrop Mashtots que fue instalada enfrente del Matenadaran. 
Uno de los más importantes artistas armenios del periodo post estalinista soviético, Chubaryan también realizó la decoración ornamental del edificio del gobierno en la década de 1950 y la fachada de la Ópera de Ereván en la década de 1980. Son también conocidas sus esculturas para los monumentos del escritor Hovhannes Tumanyan y del compositor Alexander Spendiaryan.